# راه‌پیمایی مرگ

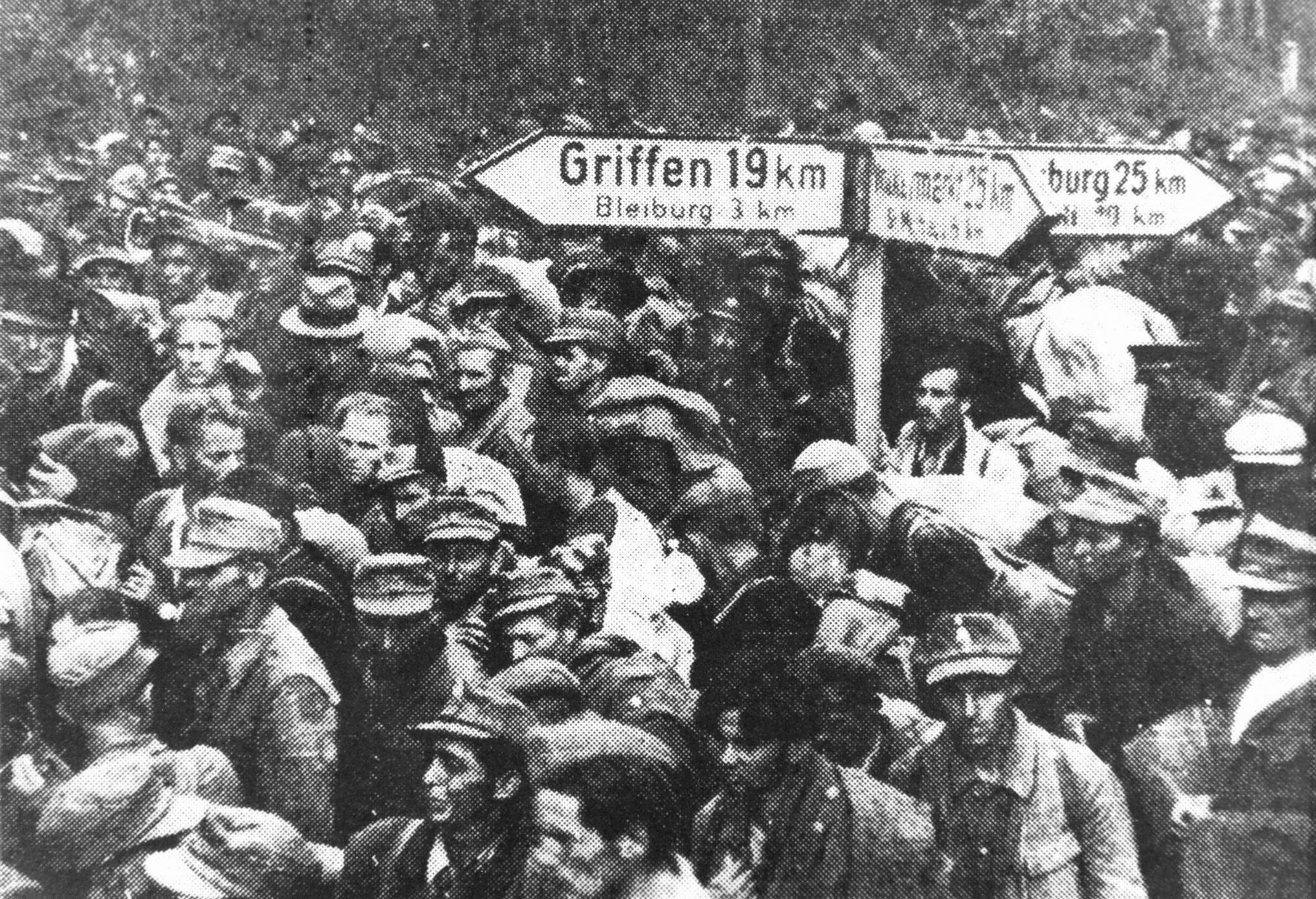
مهاجران و غیرنظامیان کروات در راهپیمایی مرگ

راهپیمایی مرگ که بر پایهٔ کنوانسیون چهارم ژنو، جنایت جنگی شمرده می‌شود، وادار کردن افرادی مانند زندانیان، اسیران یا تبعیدیان به پیمودن مسیری با هدف تلف شدنشان می‌باشد و همین، وجه تمایز راهپیمایی مرگ از انتقال سادهٔ اسیران یا زندانیان می‌باشد.
در این نوع از جنایت جنگی نمونه‌هایی چون فشار سخت بدنی، نادیده گرفته شدن آسیب‌دیدگی و بیماری راهپیمایان، گرسنگی و تشنگی تعمدی، شکنجه و خوارسازی و سرانجام از میان بردن کسانی که نمی‌توانند راه را بپیمایند برجسته می‌باشد.
راهپیمایی مرگ می‌تواند تا مقصدی ویژه (مانند یک اردوگاه اقامت اجباری یا اردوگاه اسیران جنگی) یا زمانی ویژه مانند «زمان تلف شدن همهٔ راهپیمایان در درازای راه» ادامه یابد که این نمونهٔ اخیر گونه‌ای از پاکسازی از راه کار اجباری می‌باشد همچون آنچه در نسل‌کشی ارمنی‌ها رخ داد.

## بن‌مایه
- همکاری‌کنندگان ویکی‌پدیا، «death march»، ویکی‌پدیای انگلیسی، دانشنامهٔ آزاد (بازیابی ۰۳ آبان ۱۳۹۷).